# Chapelle du Saint-Esprit d'Auray
La chapelle du Saint-Esprit est une ancienne chapelle catholique située dans la commune d'Auray, dans le Morbihan (France). Elle est dédiée au Saint-Esprit.

## Localisation
La chapelle est située rue du Four-Mollet. Elle se trouve à environ 300 m à vol d'oiseau ouest-sud-ouest de l'hôtel de ville.

## Historique
La chapelle est fondée au XIIIe siècle, par les ducs de Bretagne, à l'emplacement d'un oratoire fondé par le duc Jean Ier en 1269. Elle passe ensuite, en 1282, à l'ordre des Hospitaliers du Saint-Esprit, dont elle devient une importante commanderie. À la disparition de l'ordre en 1762, elle est transférée à l'ordre de Saint-Lazare, puis à l'hôpital général de la ville en 1777.
La chapelle est confisquée pendant la Révolution française, la dernière messe y étant dite en 1791. Servant un temps comme entrepôt militaire, elle devient prison en 1795 pour enfermer les vaincus de l'expédition de Quiberon.
Rachetée par Gabriel Deshayes au début du XIXe siècle, elle devient brièvement collège. Acquise par l'armée en 1831, elle est transformée en caserne,, caserne qui prend le nom de Bertrand du Guesclin.
La commune en devient propriétaire en 1923,. Celle-ci l'aménage successivement en caserne de pompiers, centre d'enseignement technique ou local associatif.
Les façades et toitures sont classées au titre des monuments historiques par arrêté du 4 novembre 1982.
D'importants travaux de restauration sont menés entre 1991 et 1994, qui ont notamment permis de retrouver les baies, bouchées au cours du siècle précédent.

## Architecture

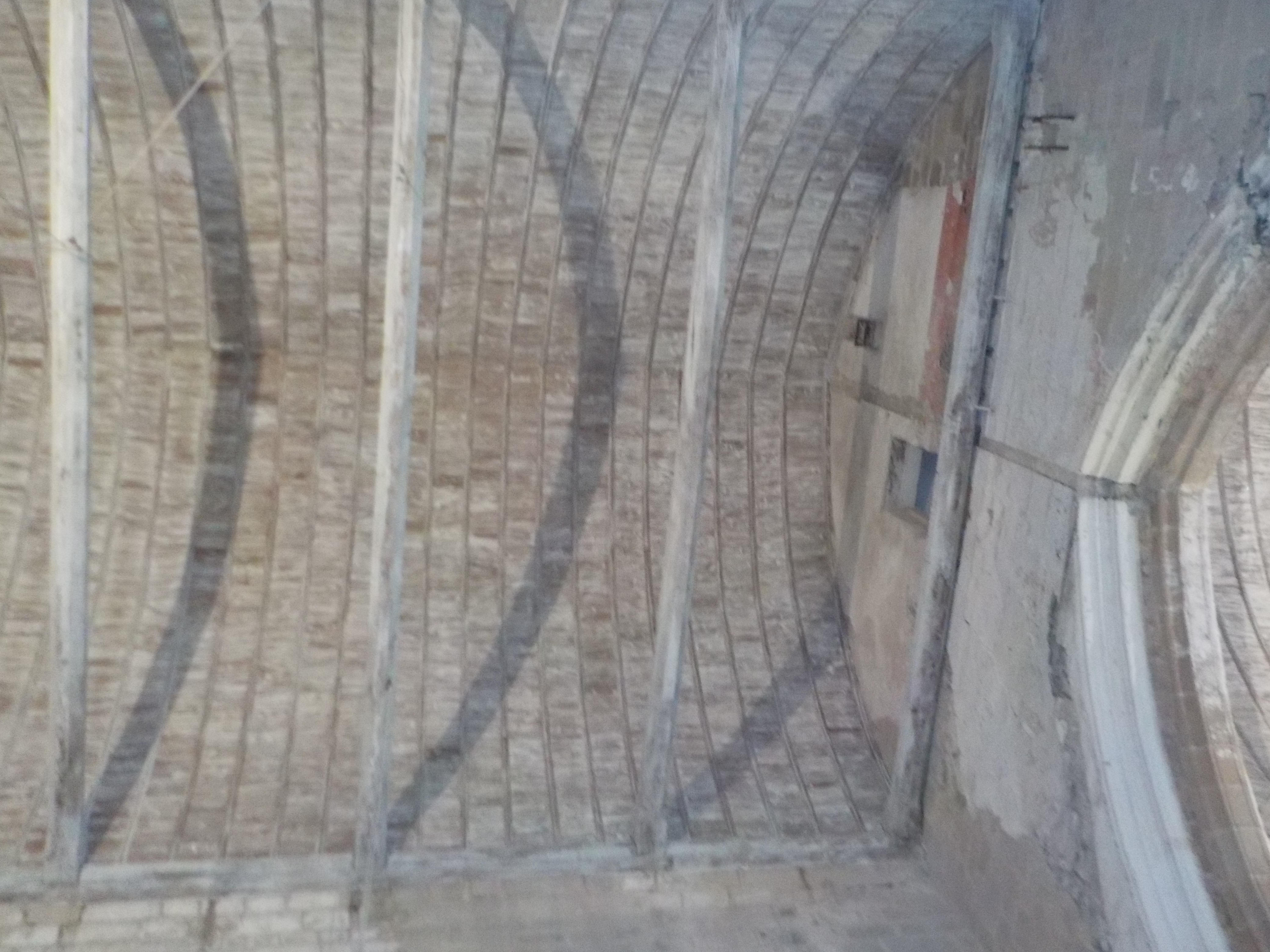
Charpente de la chapelle.

De plan rectangulaire, la chapelle mesure 45 m de long, 13 m de large pour 22 m de haut.
Elle présente une nef de cinq travées, supportées par des faisceaux de colonnettes. Plusieurs grandes baies en tiers-point permettent de laisser passer la lumière.
Un porche, voûté d'ogive, permet l'accès à l'intérieur depuis le sud.